# Gong (könyvsorozat)
A Gong a Gong Szépirodalmi Hetilap könyvsorozata volt, amelynek keretében 1932–1937 között kb. 120 kisregény jelent meg heti rendszerességgel hétfőnként. A sorozat szerkesztője Ujvári Sándor, a felelős kiadó Dr. Révész Géza volt.
Emblémája a lap emblémájához hasonló, érdekes, körbe illeszkedő, modern, egymást kissé fedő betűtípussal, fekvő, jobb és baloldalán lekerekített téglalapban GONG felirat.
A köteteket a budapesti Révai Testvérek Irodalmi Intézet Rt. nyomdájában nyomtatták. A kiadó és a nyomda címe egyaránt Budapest, V. Vadász utca 16. volt.
Nem azonos a Gong A Mai Nap könyvtára sorozattal. Tovább az 1990-es években Csehországban is megjelent Gong néven egy bűnügyi sorozat.

## Jellemzői
A kötetek 15 x 11 cm illetve 16 x 12 cm méretben, 64 oldal terjedelemben jelentek meg. Az utolsó oldalon leggyakrabban más könyvek egy-két soros reklámja illetve keresztrejtvény található.
A borítón két szín nyomással készült háttéren a könyv témájára utaló fotóból (feltehetően filmek ingyenes reklámfotóiból) készült montázs-szerű összeállítás. A sorozat emblémája és az ár (színes kőrön: 10 FILLÉR) a képhez alkalmazkodó módon lett elhelyezve. Általában a cím és szerző ferdén lett feliratozva gyakran csupa kis betűvel.

## Szerzők
A sorozat írói között olyan nevekkel találkozhatunk, mint Lestyán Sándor, Földes Jolán, Thury Lajos, Nagy Károly, Segesdy László, Csurka Péter, Tábori Pál vagy Faragó Jenő. Ismeretlen okból néhányuknál műveik felsorolásánál hiányzik a Gong sorozatban megjelent könyvük.

## A sorozat kötetei
Online: A linkre kattintva az Országos Széchényi Könyvtár (OSZK) Elektronikus Könyvtárában (MEK) elolvasható, letölthető (meghallgatható) példányok:
- EK - E-könyvek a sorozat eredeti számából digitalizált szövege különféle formátumokban (általában az eredeti oldalainak fotózott példánya is).
- EK! (felkiáltójellel) - A regény, kisregény, novella más forrásból, kiadásból származó szövege. (Valószínű, de nem teljesen bizonyos, hogy szövegük teljes egészében megegyezik a sorozatban megjelent szöveggel.)

A lista átrendezhető a fejlécben látható nyilak segítségével, például cím vagy írók neve szerint.
| Szám | Dátum, évfolyam/szám         | Író                                             | Írói név, álnév, névváltozat | Cím – / (alcím)                                  | Oldal | Megjegyzés |
| ---- | ---------------------------- | ----------------------------------------------- | ---------------------------- | ------------------------------------------------ | ----- | ---------- |
| 1.   | 1932                         | ?                                               |                              | ?                                                | 63    |            |
| 2.   | 1932                         | ?                                               |                              | ?                                                | 63    |            |
| 3.   | 1932                         | ?                                               |                              | ?                                                | 63    |            |
| 4.   | 1932                         | ?                                               |                              | ?                                                | 63    |            |
| 5.   | 1933. január 2., II/1.       | ?                                               |                              | ?                                                | 63    |            |
| 6.   | 1933. január 9., II/2.       | ?                                               |                              | ?                                                | 63    |            |
| 7.   | 1933. január 16., II/3.      | Ujváry Sándor                                   | Újváry Sándor                | Elrabolták a minisztert – Dupont újabb kalandjai | 63    |            |
| 8.   | 1933. január 23., II/4.      | Young, Waldemar-Buchman, Sidney-Barrett, Wilson |                              | Ave Caesar! – filmregény (átd. Pásztor Béla)     | 63    |            |
| 9.   | 1933. január 30., II/5.      | Reed, Andrew                                    | Reed, A.                     | Életre-halálra; ford. Réti Sándor                | 63    |            |
| 10.  | 1933. február 6., II/6.      | Valdagne, Pierre                                |                              | Becsületes kalandor (átd. Szinetár György)       | 63    |            |
| 11.  | 1933. február 13., II/7.     | Péczely József                                  | Holló Ferenc                 | Át az óceánon                                    | 63    | EK!        |
| 12.  | 1933. február 20., II/8.     | Nagy Károly                                     |                              | Rendkívüli külön kiadás                          | 63    |            |
| 13.  | 1933. február 27., II/9.     | László Ferenc                                   |                              | Fekete liliom                                    | 63    |            |
| 14.  | 1933. március 6., II/10.     | Németh Károly                                   |                              | Az utazó halálsugár                              | 63    |            |
| 15.  | 1933. március 13., II/11.    | Baróti Zoltán                                   |                              | Éjféli üzenet                                    | 63    |            |
| 16.  | 1933. március 20., II/12.    | Claudius, Paul                                  |                              | Dr. Wenk kísérlete                               | 63    |            |
| 17.  | 1933. március 27., II/13.    | Lestyán Sándor                                  |                              | Eltűnt az arany                                  | 63    |            |
| 18.  | 1933. április 3., II/14.     | Bedő Géza                                       |                              | A sanghai leány                                  | 64    |            |
| 19.  | 1933. április 10., II/15.    | Tamás Sári                                      |                              | A kék golyó                                      | 63    |            |
| 20.  | 1933. április 17., II/16.    | Tábori Pál                                      | Tamás Pál                    | Titokzatos sziget                                | 63    |            |
| 21.  | 1933. április 24., II/17.    | Gyenes Rózsa                                    |                              | A tintagörl                                      | 63    |            |
| 22.  | 1933. május 1., II/18.       | Kelemen Viktor                                  |                              | A titokzatos asszony                             | 63    | romantikus |
| 23.  | 1933. május 8., II/19.       | Csiky Mária                                     |                              | Kis kockás szerencséje                           | 64    | lélektani  |
| 24.  | 1933. május 15., II/20.      | György László                                   |                              | Tavaszi kaland                                   | 63    |            |
| 25.  | 1933. május 22., II/21.      | Vándor Kálmán                                   |                              | Colibri                                          | 63    | bűnügyi EK |
| 26.  | 1933. május 29., II/22.      | Segesdy László                                  |                              | A Pók hálójában                                  | 63    |            |
| 27.  | 1933. június 5., II/23.      | Büky György                                     |                              | A bűnös vér                                      | 64    | orvos      |
| 28.  | 1933. június 12., II/24.     | Kürthy György                                   |                              | Egy különös fogadás                              | 63    |            |
| 29.  | 1933. június 19., II/25.     | Rába Leó                                        |                              | A Curara-eset                                    | 63    |            |
| 30.  | 1933. június 26., II/26.     | Zaka Sándor                                     |                              | A gellérthegyi kaland                            | 63    |            |
| 31.  | 1933. július 3., II/27.      | Enczi Endre                                     |                              | A 12 oldalas ítélet                              | 63    |            |
| 32.  | 1933. július 10., II/28.     | Faludi Kálmán                                   |                              | A tűzisten                                       | 63    |            |
| 33.  | 1933. július 17., II/29.     | Csurka Péter                                    |                              | A nagy bosszú                                    | 63    |            |
| 34.  | 1933. július 24., II/30.     | Faragó Jenő                                     |                              | A csúnya grófkisasszony                          | 63    |            |
| 35.  | 1933. július 31., II/31.     | Ternay István                                   |                              | Hába révbe jut                                   | 63    |            |
| 36.  | 1933. augusztus 7., II/32.   | Nagy Károly                                     |                              | Az aranykezű ember                               | 63    |            |
| 37.  | 1933. augusztus 14., II/33.  | Sásdi Sándor                                    |                              | Csillagok alatt                                  | 63    |            |
| 38.  | 1933. augusztus 21., II/34.  | Tamás Sári                                      |                              | Államügyek - álomügyek                           | 63    |            |
| 39.  | 1933. augusztus 28., II/35.  | Pap Hella                                       |                              | A regény vége                                    | 63    |            |
| 40.  | 1933. szeptember 4., II/36.  | Vajda Mária                                     |                              | Budai rakpart 113.                               | 63    |            |
| 41.  | 1933. szeptember 11., II/37. | Faragó Sándor                                   |                              | Hárman a hó alatt                                | 63    |            |
| 42.  | 1933. szeptember 18., II/38. | Gyenes Rózsa                                    |                              | Tommy karriert csinált                           | 63    |            |
| 43.  | 1933. szeptember 25., II/39. | Gárdos Ferenc                                   |                              | Bp. 28-475                                       | 63    |            |
| 44.  | 1933. október 2., II/40.     | Borbély László                                  |                              | A gyilkos arany                                  | 63    |            |
| 45.  | 1933. október 9., II/41.     | Jörgen Kamilla                                  |                              | Aranytánc                                        | 63    |            |
| 46.  | 1933. október 16., II/42.    | Földes Jolán                                    |                              | Ági nem emlékszik semmire                        | 63    |            |
| 47.  | 1933. október 23., II/43.    | Thury Lajos                                     |                              | Hűség                                            | 63    |            |
| 48.  | 1933. október 30., II/44.    | Kondor László                                   |                              | A Kökörcsin-utcai asszony                        | 63    |            |
| 49.  | 1933. november 6., II/45.    | Pap Hella                                       |                              | Szépség vagy anyaság                             | 63    |            |
| 50.  | 1933. november 13., II/46.   | Nógrádi Béla                                    |                              | Karnevál                                         | 63    |            |
| 51.  | 1933. november 20., II/47.   | Claudius, Paul                                  |                              | Ki a tettes?                                     | 63    | bűnügyi    |